# Nisse (Zélande)
Pour les articles homonymes, voir Nisse (homonymie).
Nisse est un petit village dans la commune de Borsele, dans la province néerlandaise de Zélande. Il a été une commune à part entière jusqu'en 1970. En 2008, il comptait 627 habitants et 605 en 2010.
Nisse est considéré comme l'un des plus jolis villages du Zuid-Beveland et est dominé par son clocher caractéristique du XIVe siècle qui est visible loin à la ronde. Dans l'église elle-même (XVe siècle), les fresques et les vieilles pierres tombales sont à voir.
Sur la place du village restaurée en 1975 se trouve à côté de l'église un kiosque à musique, une pompe à eau du XVIIIe siècle et une vaete, une mare qui a été utilisée jadis comme abreuvoir pour le bétail.
Les environs de Nisse consistent en un pâturage varié qui, avec ses magnifiques charmilles d'aubépine et ses sources, est très apprécié des promeneurs. L'arboriculture fruitière est ici la forme le plus courante d'agriculture.
Le jour le plus important de l'année à Nisse est celui de la schaapscheerdersfeest (la « Fête des tondeurs de moutons ») qui est organisée le troisième samedi de juin. Cette journée folklorique dédiée aux traditions artisanales attire chaque année beaucoup de visiteurs.

## Galerie

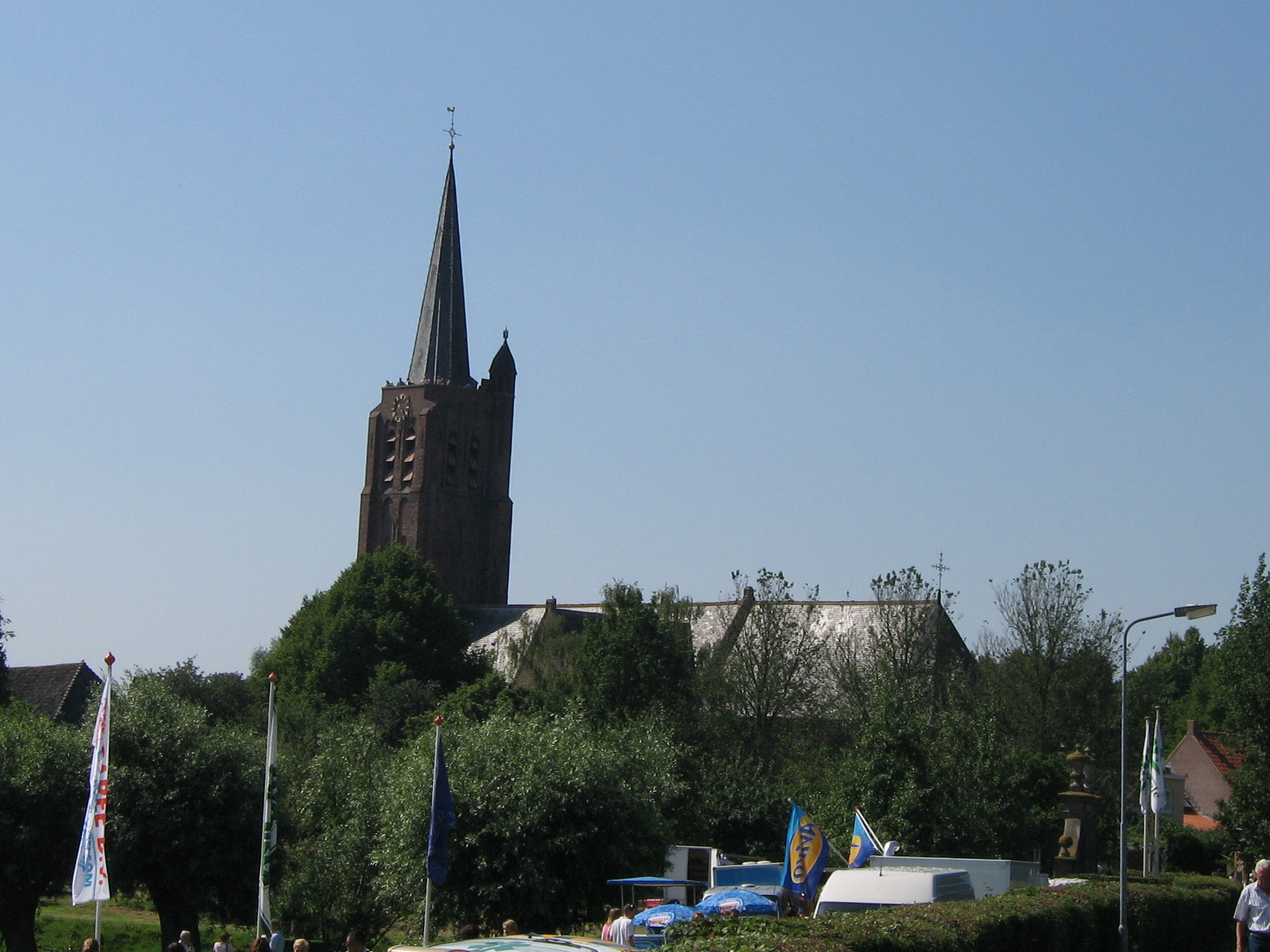
La Mariakerk de Nisse.
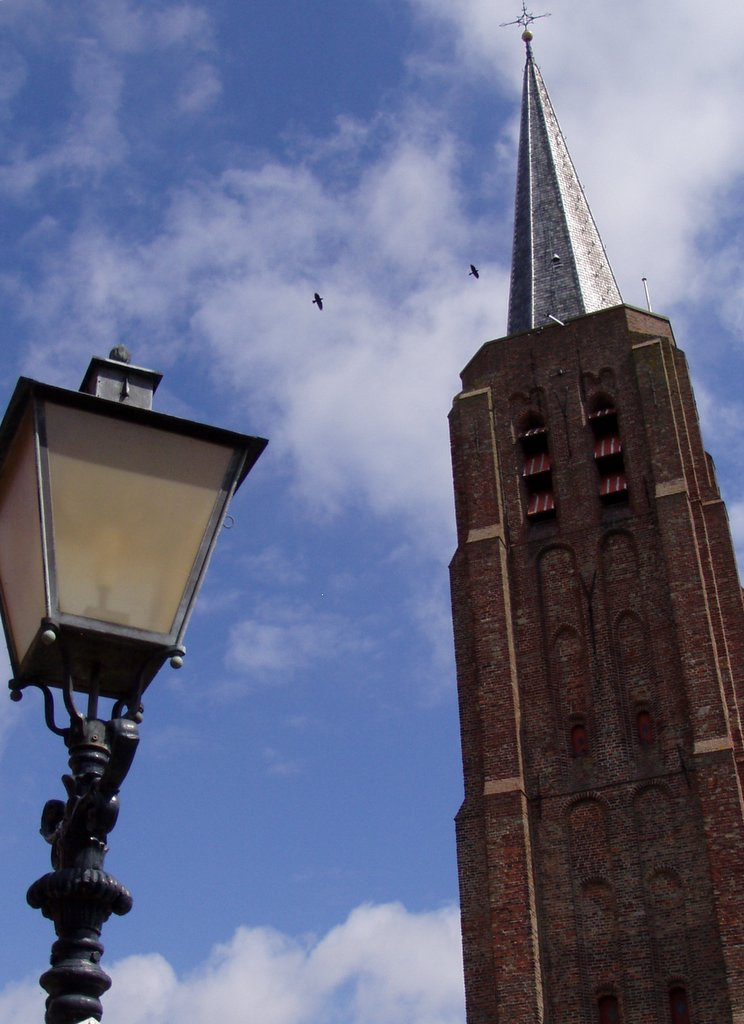
Le clocher.
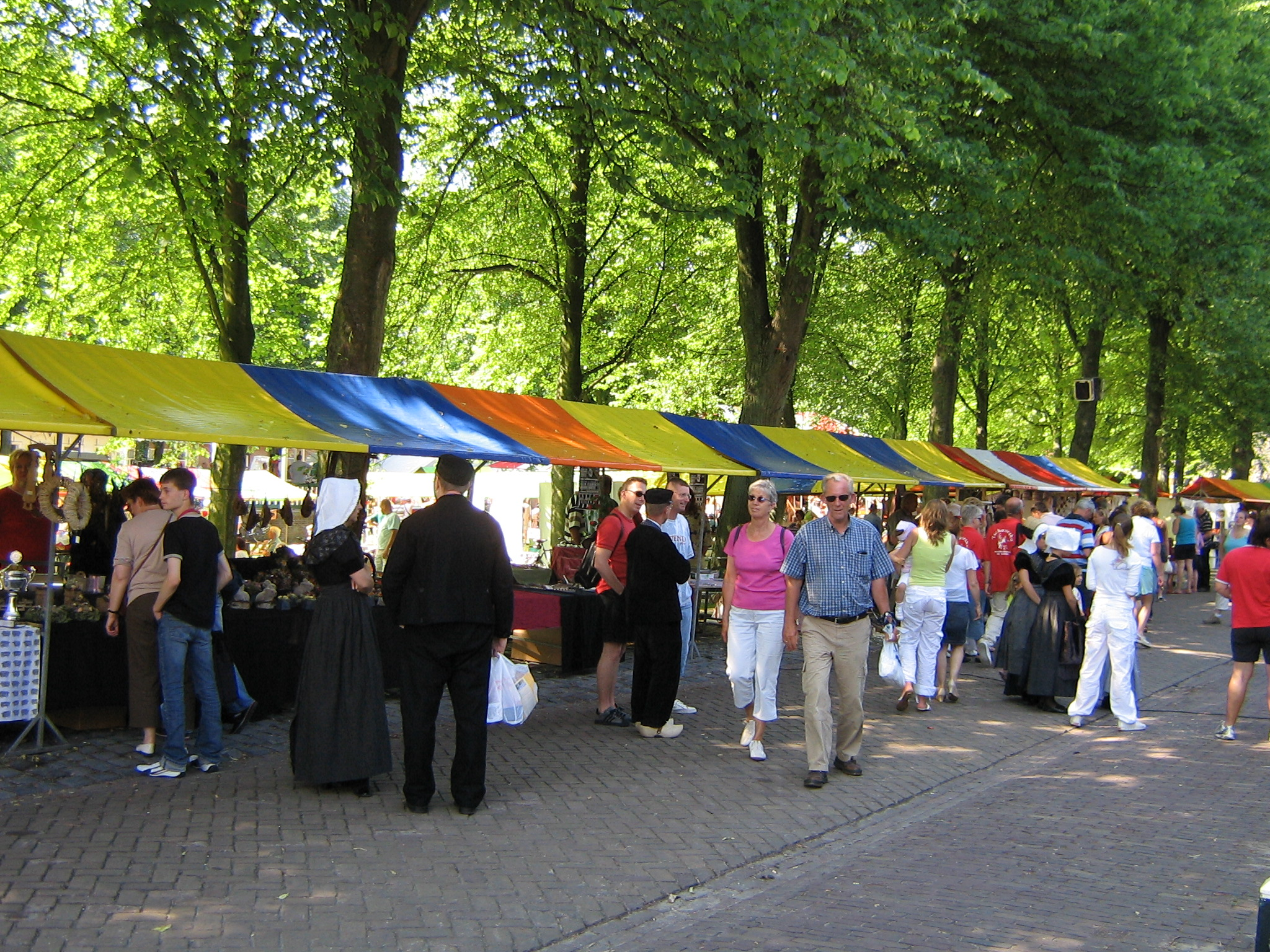
Marché folklorique (à l'avant-plan, deux personnes en costume traditionnel de Zuid-Beveland).